# آنتونی بوشل
آنتونی بوشل (انگلیسی: Anthony Bushell؛ ‏ ۱۹ مهٔ ۱۹۰۴ – ۲ آوریل ۱۹۹۷) بازیگر اهل بریتانیا بود.
از فیلم‌ها یا برنامه‌های تلویزیونی که وی در آن نقش داشته‌است، می‌توان به هملت، نبرد رود پلاته، دیزرائیلی، پایان پنج ستاره، دشت ارغوانی، پیروزی تلخ، نمایش نمایش‌ها و خیانت ملی اشاره کرد.